# 模範條約
“模范条约”，或“1776年计划”（英文 Model Treaty ），在美国革命期间创建，是美国新政府与其他国家之间外交关系和未来(签定)条约的理想指南。 

## 创建
1776年6月11日，第二届大陆会议决定设立三个委员会，一个起草《独立宣言》，一个起草《联邦条例》，以及 一个起草一份“模范条约”来指导对外关系。
委员会于6月12日成立。“决议设立委员会准备一份向外国提出的条约计划，委员会由五名成员组成：选定成员包括，约翰·迪金森先生、本杰明·富兰克林先生、约翰·亚当斯先生、本杰明·哈里森先生和罗伯特·莫里斯先生。”  然而实际上，模范条约主要由约翰·亚当斯所起草。

## 目的
模范条约不针对特定国家，而是未来（处理）与外国关系的模板，是美国的第一个外交声明。它坚持自由和互惠贸易的理想。这份实用文件反映罗伯特·莫里斯担任秘密委员会主席期间，与法西两国缔结的非政治性商贸协定。这项提案将这些安排正式化为国家间而不仅限于个人间。
这项非军事条约有三个主要组成部分：
1. 保证免税货物的自由港；
2. 中立国自由买卖正常商品，
3. 关于违禁品清单的协议。

1776年9月24日，大陆会议通过了《模范条约》，并在第二天选出了前往法国（进行外交谈判）的专员。
本杰明·富兰克林把《模范条约》带到巴黎，以《模范条约》作为与法国谈判的起点，最终签署了两项条约：一项经济条约，《美法友好贸易条约》；一项军事同盟条约，《美法同盟条约》。